# Takashi Hirano
Takashi Hirano (Shizuoka, 15. srpnja 1974.) je japanski nogometaš.

## Klupska karijera
Igrao je za Nagoya Grampus Eight, Tokyo Verdy i Vancouver Whitecaps.

## Reprezentativna karijera
Za japansku reprezentaciju igrao je od 1997. do 2000. godine. Odigrao je 15 utakmica postigavši 4 gola.
S japanskom reprezentacijom Takashi Hirano igrao je na Svjetskom prvenstvu u nogometu 1998. u Francuskoj).

## Statistika
| Japan  | Japan | Japan |
| Godina | Nas.  | Gol.  |
| ------ | ----- | ----- |
| 1997.  | 5     | 1     |
| 1998.  | 7     | 2     |
| 1999.  | 0     | 0     |
| 2000.  | 3     | 1     |
| Ukupno | 14    | 3     |

## Vanjske poveznice
- National Football Teams
- Japan National Football Team Database